# Yorkshire Engine Company Half Janus
A Half Janus 0-6-0 tengelyelrendezésű dízelvillamos-tolatómozdonysorozat, melyet a Yorkshire Engine Company gyártott 1956 és 1965 között a sheffieldi Meadow Hall Works üzemében. A mozdony súlya 31 angol tonna, maximális sebessége 20 mérföld/óra.
Mindegyik mozdonyt gyárilag egy Rolls-Royce C6SFL 200 vagy 220 lóerős (150 vagy 160 kW) motorral szerelték, amelyhez egy generátor párosult, amely a mozdony hátsó részén, a vezetőfülke alatt lévő kerékpárra szerelt British Thomson-Houston gyártmányú vontatómotort hajtja.
A mozdony azért kapta a „Half Janus” becenevet, mivel az a Yorkshire Engine Company Janus teljesítményének és felépítményének a felével rendelkezik. A Janus mozdony kettő motortérrel rendelkezik, míg a Half Janus eggyel. A Yorkshire Engine Company Janus a nevét Ianus kétarcú istenről kapta.

## Megőrzött példányok

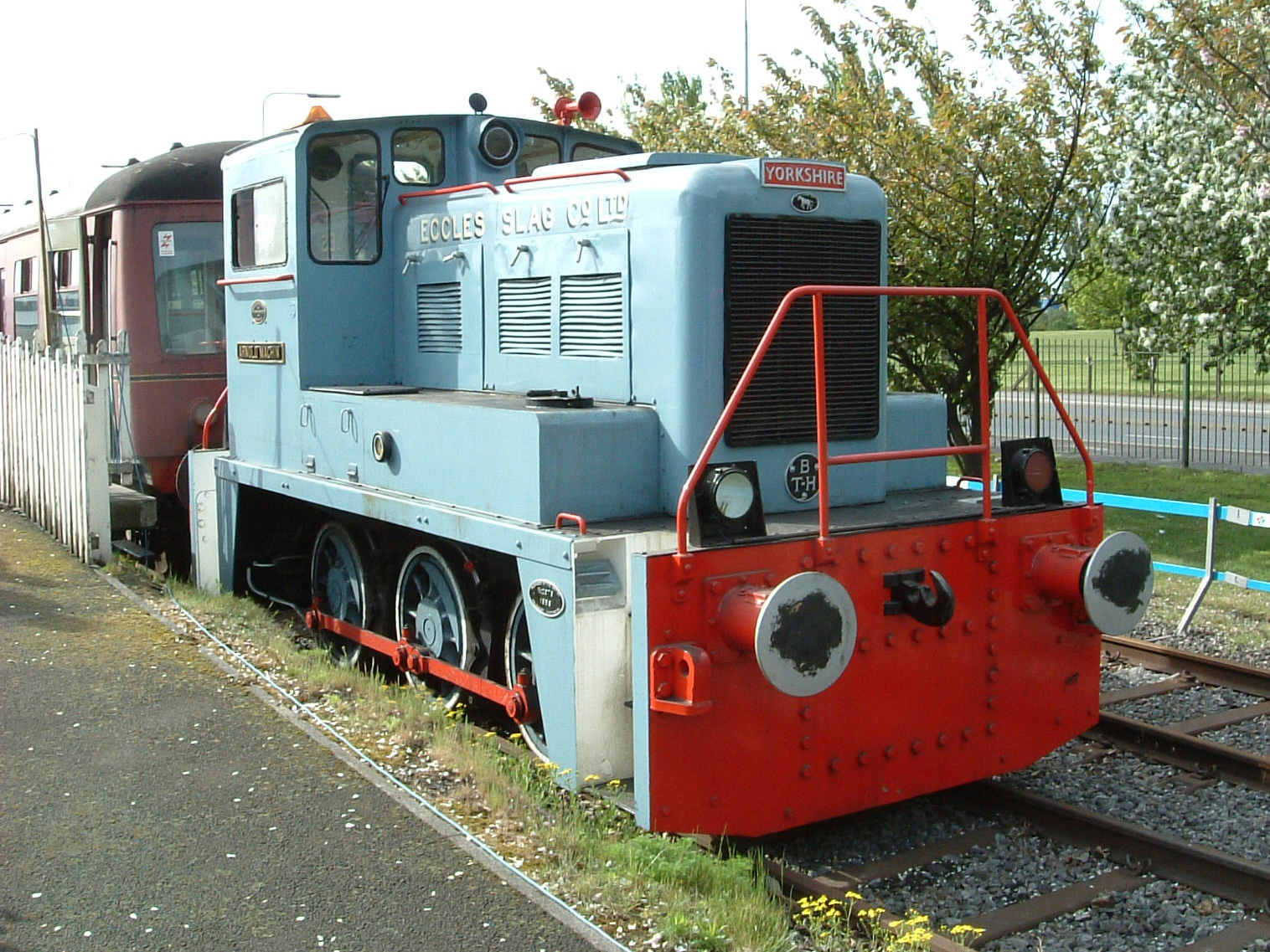
Az Appleby Frodingham Railway „Arnold Machin” becenevű Half Janusa 2003-ban

Van egy Half Janus az észak-lincolnshire-i Scunthorpe Steelworksben található Appleby Frodingham Railwaynél, egy másik a Rocks by Railnél, egy harmadik pedig a South Devon Railwaynél.
Az Appleby Frodingham Railway Half Janusa az „Arnold Machin” becenevet viseli, és az Eccles Slag Co., Ltd-től hoztak a társasághoz. A mozdony a United Steel Companies által üzemeltetett Scunthorpe Steelworks és a Normanby Park Works üzemekben teljesített szolgálatot. Az Arnold Machin 1958-ban készült a 2661-es gyári számmal.
Az Arnold Machin „testvérmozdonya”, az 1382-es gyári számú Half Janus a Rocks by Railnél található. Ez a United Steel Companies Colsterworth Quarries bordó színű festésében került megőrzésre. Az 1382-es mozdony a Colsterworth Minesnél töltötte munkássága nagy részét. Amikor ezt bezárták, a Scunthorpe Steelworks Normanby Park Works telephelyére költözött, egészen a Normanby Park Works 1990-es évekbeli bezárásáig. A mozdony ezután a Rocks by Railhez került megőrzésre. 2015 májusában az Appleby Frodingham Railway Preservation Societyhez került felújításra. A mozdony 2016 augusztusában átkerült a Peak Railhez, két másik, Andrew Briddon tulajdonában álló mozdonnyal együtt. Miután a felújítás 2019-ben befejeződött, a mozdony visszaköltözött a Rocks by Railhez, ahol rendszeresen üzemel a nyílt napokon.

## Fordítás
- Ez a szócikk részben vagy egészben  a   Half Janus című angol Wikipédia-szócikk ezen változatának fordításán alapul.  Az eredeti cikk szerkesztőit annak laptörténete sorolja fel. Ez a jelzés csupán a megfogalmazás eredetét és a szerzői jogokat jelzi, nem szolgál a cikkben szereplő információk forrásmegjelöléseként.